# Will Speck
Pour les articles homonymes, voir Speck.
Will Speck est un réalisateur, producteur et scénariste américain né le 31 décembre 1969 à New York. Il travaille en binôme avec Josh Gordon.

## Biographie

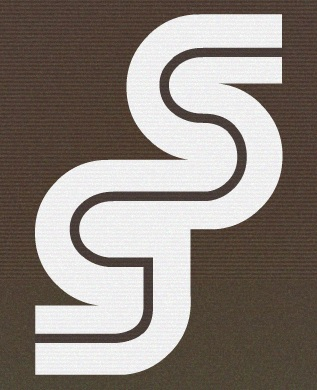
Logo du site Speck & Gordon

Will Speck et Josh Gordon se rencontrent à la Tisch School of the Arts de l'université de New York. Ils deviennent amis et débutent l'écriture de scénarios à Los Angeles dès 1994. Alors que son ami rejoint l'équipe d'écriture de la sitcom Dingue de toi, Will Speck travaille comme cadre créatif pour Fox 2000 Pictures. Ils écrivent et réalises les courts métrages Angry Boys et Culture en 1997. Culture obtient un prix au festival international du film de Chicago et une nomination à l'Oscar du meilleur court métrage,,.
Toujours avec Josh Gordon, il fait ses débuts de réalisateur avec la comédie Les Rois du patin (Blades of Glory), sorti en 2007. Ils y dirigent Will Ferrell, Jon Heder, Will Arnett ou encore Amy Poehler. C'est un succès critique et commercial avec près de 145 millions de dollars récoltés au box-office. La même année, ils participent à la réalisation, l'écriture et la production de la sitcom Cavemen,.
En 2010, Will Speck et Josh Gordon dirigent Jennifer Aniston et Jason Bateman  dans la comédie romantique Une famille très moderne. Les critiques sont mitigées notamment sur le scénario. En 2013, ils réalisent le film interactif The Power Inside (en), nommé aux Daytime Emmy Awards pour sa nouvelle approche des séries dramatiques,.
Will Speck et Josh Gordon réalisent également de nombreuses publicités, dont la GEICO Cavemen pour GEICO (« So easy, a caveman could it do ») inspirée de Cavemen,.
En 2016, Will Speck et Josh Gordon dirigent deux épisodes de Flaked, puis une nouvelle comédie Joyeux Bordel ! avec notamment Jason Bateman et Jennifer Aniston,. En 2021, ils développent la série d'animation Hit-Monkey, d'après le personnage de Marvel du même nom,.
Ils réalisent ensuite le film musical Enzo le Croco (Lyle, Lyle, Crocodile) avec Shawn Mendes, sorti en 2022,. Ils s'essaient ensuite à la science-fiction avec Distant, prévu en 2023.

## Filmographie
Sauf indication contraire, les informations mentionnées dans cette section peuvent être confirmées par la base de données cinématographiques IMDb,  présente dans la section « Liens externes ».

### Réalisateur
- 1997 : Angry Boy (court métrage)
- 1997 : Culture (court métrage)
- 2007 : Les Rois du patin (Blades of Glory)
- 2007 : Cavemen (série TV) - 4 épisodes
- 2010 : Une famille très moderne ( The Switch)
- 2013 : The Power Inside (en)
- 2016 : Flaked (série TV) - 2 épisodes
- 2016 : Joyeux Bordel ! (Office Christmas Party)
- 2021 : Hit-Monkey (série TV) - 1 épisode
- 2022 : Enzo le Croco (Lyle, Lyle, Crocodile)
- 2024 : Long Distance (Distant)

### Scénariste
- 1997 : Culture (court métrage)
- 2007 : Cavemen (série TV) - 3 épisodes (également créateur de la série)
- 2021 : Hit-Monkey (série TV) - 1 épisode (également créateur de la série)

### Producteur
- 2007 : Cavemen (série TV) - 3 épisodes
- 2013 : The Power Inside (en)
- 2016 : Joyeux Bordel ! (Office Christmas Party)
- 2018-2019 : Matt and Dan (série TV) - 8 épisodes
- 2021 : Hit-Monkey (série TV) - 10 épisodes
- 2022 : Enzo le Croco (Lyle, Lyle, Crocodile)
- 2024 : Long Distance (Distant)